# Santuario della Madonna d'Appari
La Madonna d'Appari è un santuario di Paganica (L'Aquila), sito appena fuori dall'abitato e dichiarato monumento nazionale nel 1902.

## Storia

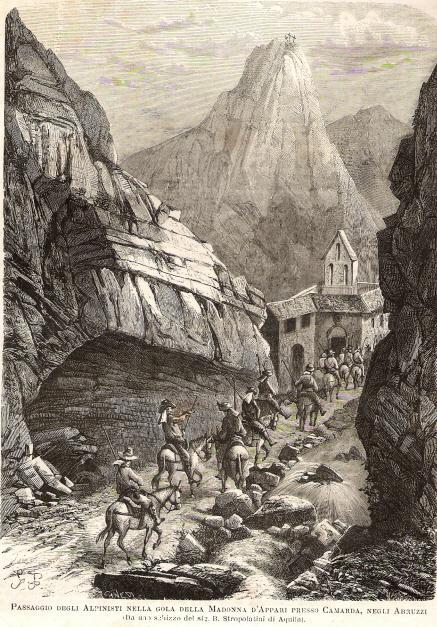
Il santuario in un'illustrazione ottocentesca.

La costruzione si fa risalire al XIII secolo ad opera dagli abitanti di Paganica a seguito della presunta visione da parte di una donna del luogo — la pastorella Maddalena Chiaravalle, che si recava quotidianamente in questo luogo a pascolare le greggi — della Madonna Addolorata con in grembo il Cristo morto. In poco tempo, la popolazione del borgo costruì dapprima un'edicola votiva dedicata alla Madonna, quindi un tempietto ricavato addossato al massiccio roccioso.
Tra il XIV ed il XV secolo si edificò la facciata e, successivamente, la struttura venne ampliata con la realizzazione delle aperture verso il torrente Raiale (1519), l'ingrandimento del corpo centrale (1559) e l'installazione, all'interno dell'edificio, del quadro realizzato da Pompeo Mausonio ed intitolato Madonna del Santissimo Rosario con i quindici misteri (1596).
Nel 1944 la chiesa è stata risparmiata da due bombe inesplose durante un attacco dell'aviazione alleata. Nel 1999 è stata sottoposta ad un restauro ad opera della soprintendenza che ha interessato soprattutto gli affreschi dell'interno. Successivamente, anche grazie al lavoro di volontari ed appassionati, è stata recuperata l'area antistante con la creazione di un percorso naturalistico adiacente all'edificio.
Danneggiata dal terremoto dell'Aquila del 2009, è stata nuovamente sottoposta a interventi restaurativi che hanno riguardato sia la parte strutturale che gli affreschi ed è stata riaperta al pubblico nell'ottobre del 2011.

## Descrizione
L'eremo è situato sul percorso che congiunge le due frazioni aquilane di Paganica e Camarda e, dunque, sulla strada che dall'Aquila sale verso il Gran Sasso, in una posizione suggestiva all'interno di una gola. Ricade inoltre nel territorio del Parco nazionale del Gran Sasso e Monti della Laga.

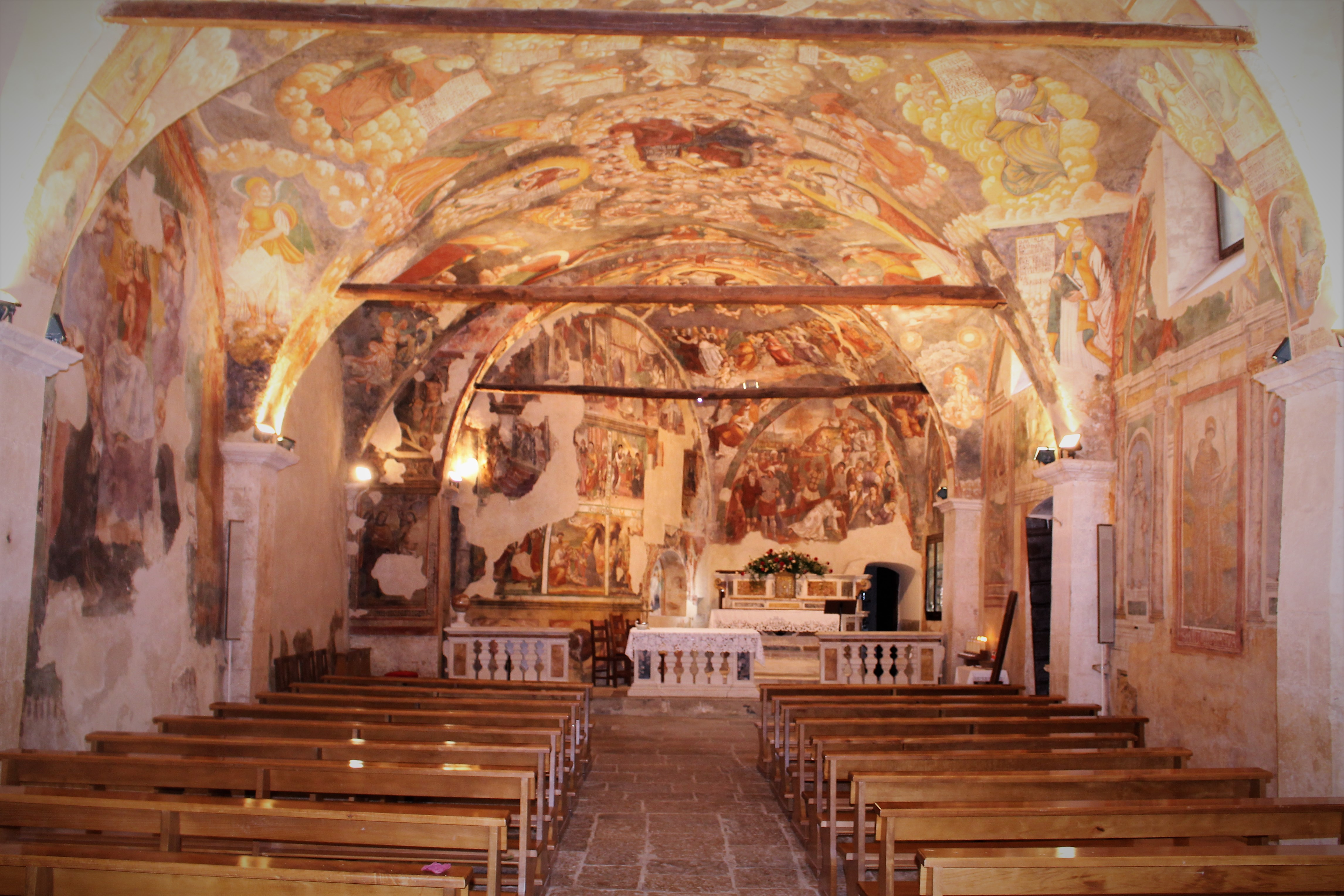
L'interno del santuario.

Il santuario è stretto tra una parete rocciosa ed il corso del torrente Raiale, affluente dell'Aterno, che costituiscono un sagrato naturale. La roccia si presenta bucata in corrispondenza del passaggio della S.S.17 del Gran Sasso che si trova sopraelevata rispetto alla chiesa. Un percorso ciclopedonale, adiacente al corso del fiume, lo collega all'abitato di Paganica, da cui è raggiungibile in circa un chilometro.
La facciata, rettangolare e di notevoli dimensioni in altezza, si presenta semplice e caratterizzata da un portale con arco a tutto sesto, una finestra circolare ed un campanile a vela con tre fornici. Un altro ingresso è presente lungo la parete meridionale. L'interno, a navata unica con volte a crociera, è tagliato trasversalmente da due archi strutturali ed è interamente affrescato con la tecnica della rappresentazione a fumetti e riporta scene del vecchio e nuovo Testamento. Il presbiterio, probabilmente l'area più antica dell'edificio, si presenta ruotato rispetto all'asse della chiesa e di forma irregolare dovuta all'adiacenza con la parete rocciosa.
L'area è caratterizzata da formazioni rocciose calcaree solcate dal torrente Raiale che formano le omonime gole. Nei dintorni è presente un piccolo sentiero naturalistico che, partendo dal santuario, ad un'altitudine di 670 metri sul livello del mare, sale sull'altopiano di Paganica sino alla quota di 900 metri, attraversando una foresta di pino nero. La zona è molto apprezzata dagli appassionati di free climbing.